# Hautajärvi (Junosuando socken, Norrbotten, 749127-178764)
Hautajärvi är en sjö i Pajala kommun i Norrbotten och ingår i Torneälvens huvudavrinningsområde.